# Liviu Librescu
Liviu Librescu (ur. 18 sierpnia 1930 roku w Ploeszti, zm. 16 kwietnia 2007 w Blacksburgu) – rumuński inżynier i pedagog pochodzenia żydowskiego, światowy autorytet w dziedzinie inżynierii lotniczej, współpracownik NASA. Był jedną z ofiar masakry na terenie uniwersytetu Virginia Tech.

## Życiorys
Liviu Librescu pochodził z Rumunii. Jako dziecko przetrwał Holocaust, dzięki akcji ratowania Żydów, prowadzonej przez księżniczkę Helenę (był później aktywnym działaczem na rzecz przyznania jej tytułu Sprawiedliwy wśród Narodów Świata). Ukończył studia na politechnice w Bukareszcie. Przez długie lata starał się o pozwolenie na emigrację do Izraela, ale reżim Nicolae Ceaușescu wydał tę zgodę dopiero w 1978 r., po interwencji premiera Izraela Menachema Begina. W Izraelu wykładał na politechnice w Tel Awiwie. W połowie lat 80. wyjechał na kontrakt do Virginia Tech, a w roku 1986 na stałe został wykładowcą tej uczelni. Był jedną z ofiar masakry, dokonanej 16 kwietnia 2007 r., przez studenta Cho Seung-hui. Pochowany został w Izraelu.

## Postawa w czasie masakry w Virginia Tech
Bohaterstwo profesora w czasie masakry w Virginia Tech opisały niemal wszystkie światowe media. 76-letni wykładowca zablokował własnym ciałem drzwi do auli, w której wykładał, by studenci mogli uciec przez okna: Pięć minut po dziewiątej rano z sąsiedniej sali wykładowej dobiegł nas potworny huk. Kiedy zorientowaliśmy się, że to strzały, wybuchła panika. Ludzie zaczęli kryć się pod ławkami. Inni wybijali okna i skakali z pierwszego piętra na ziemię. Nim skoczyłem, obejrzałem się za siebie. Profesor Librescu blokował wejście – relacjonował agencji AP jeden z ocalałych studentów, Alec Calhoun. Napastnik strzelił w końcu do wykładowcy przez zamknięte drzwi. Żona uczonego otrzymała tysiące listów i e-maili z kondolencjami oraz podziękowaniami od ludzi, którym ocalił życie.